# Energía eléctrica en México
La Energía Eléctrica en México desde sus inicios fue considerada estratégica para la soberanía nacional, por lo que existen limitaciones para la participación privada y se permite a las empresas extranjeras operar en el país sólo a través de contratos de servicio específicos. 
Según establece la Constitución, el sector eléctrico es de propiedad federal y es la Comisión Federal de Electricidad (CFE) quien controla esencialmente todo el sector. Los intentos de privatizar el sector se han enfrentado a una gran resistencia política y social en México, donde los subsidios para consumidores residenciales son de relevante importancia para la población.  

## Suministro y demanda de electricidad

### Capacidad instalada
La capacidad eléctrica instalada en 2020 fue de 86 GW. De la capacidad instalada, el 66% es térmica (gas, carbón, diésel), el 15% es hidroeléctrica, 8,3% eólica, 6,9% solar, 1,9% nuclear y el 1% es geotérmica.
La capacidad eléctrica instalada en 2006 fue de 49 GW. De la capacidad instalada, el 73,6% es térmica, el 21,6% es hidroeléctrica, el 2,8% es nuclear y el 2% es geotérmica. La tendencia general en generación térmica es una reducción de combustibles a base de petróleo y un aumento de gas natural y carbón,. La generación total ese año fue de 223,6 TWh, con 78,6% provenientes de fuentes térmicas convencionales, 13,6% de fuentes hidroeléctricas, 4,9% de energía nuclear y 3% de fuentes geotérmicas.
El programa de expansión contemplado por la SENER para el período 2006-2015 incluye la incorporación de 23.933 MW para el servicio público: 20.545 MW para CFE (Comisión Federal de Electricidad) y 448 MW para LFC (Luz y Fuerza del Centro). El autosuministro y la cogeneración también sumarán otros 619 MW de capacidad nueva. La capacidad instalada total en 2015 se estima que será de 66.599 MW. El 51,4% de la capacidad adicional serán ciclos combinados y un 9,6% será producción termoeléctrica. También es importante observar que el gas natural proporcionará el 61,1% del combustible necesario.
En 2006, ya se comprometieron 6.594 MW. En la tabla siguiente se resumen los proyectos que se encuentran actualmente
(agosto de 2007):
| FUENTE DE ENERGÍA                   | LUGAR                            | TECNOLOGÍA             | CAPACIDAD TOTAL ESPERADA (MW) | 2007  | 2009  | 2010 |
| Productores externos de energía     |                                  |                        | 1.135                         | 1.135 |       |      |
| ----------------------------------- | -------------------------------- | ---------------------- | ----------------------------- | ----- | ----- | ---- |
| Tamazunchale                        | San Luis Potosí                  | Ciclo combinado        |                               | 1.135 | 1.135 |      |
| Obras públicas financiadas          |                                  |                        | 1.321                         | 418   | 252   | 651  |
| El Cajón                            | Nayarit                          | Energía hidroeléctrica | 375                           | 375   |       |      |
| Baja California Sur II              | Baja California S.               | Combustión interna     | 43                            | 43    |       |      |
| Baja California                     | Baja California                  | Ciclo combinado        | 252                           |       | 252   |      |
| CCE Pacífico                        | Guerrero                         | Carbón                 | 651                           |       |       | 651  |
| Implementación de presupuesto (LFC) |                                  |                        | 192                           | 192   |       |      |
| Generación distribuida              | México, D. F. y estado de México | Turbinas de gas        | 192                           | 192   |       |      |
| Total                               |                                  |                        | 2.648                         | 1.745 | 252   | 651  |

Fuente: Estadísticas de la SENER

### Importaciones y exportaciones
El mercado de electricidad se realiza a través de nueve interconexiones entre Estados Unidos y México y una interconexión con Belice. Estas conexiones se han utilizado principalmente para importar y exportar electricidad en casos de emergencia.
En 2003, México importó 0,39 TWh de electricidad mientras que exportó 1,07 TWh.

### Demanda
El consumo de electricidad en 2005 fue de 191,3 TWh, que corresponde a 1.801 kWh per cápita.

## Proyecciones de demanda y suministro
La demanda de electricidad ha crecido de forma constante durante la última década, y la Secretaría de Energía (SENER) prevé que dicho consumo crecerá un 4.8% al año durante los próximos 10 años, llegando a 30.,7 TWh en 2015. Para el año 2030, se estima que la generación alcanzará los 505 TWh, con un 59% de electricidad generada con gas, 19% con carbón, 10% con petróleo, 7% hidroeléctrica y 3% a partir de energías nuevas y renovables. El porcentaje de energía nuclear bajará del 5% en 2002 al 2% en 2030. El mayor aumento de demanda se producirá en el Nordeste, Baja California y en la Península de Yucatán debido al incremento en fabricación e industria.

## Acceso a la electricidad
La cobertura total de electricidad en México es del 97% (2006), representa casi el 100% en áreas urbanas y cerca del 95% en las rurales.

## Calidad del servicio

### Frecuencia y duración de las interrupciones
En 2005, la cantidad media de interrupciones por cliente fue de 4.6 mientras que la duración de las interrupciones por cliente fue de 4.53 horas. En Hermosillo, Sonora, en la zona norte de la ciudad; Las interrupciones en verano son comunes dos veces por semana y de hasta 3 horas o más sin servicio cada interrupción, debido a la falta de transformadores de más capacidad que el servicio requiere por ser una de las ciudades más calurosas del país.

### Pérdidas en distribución
Las pérdidas en distribución en 2005 fueron del 15%, el porcentaje más alto desde 1995.

## Responsabilidades en el sector eléctrico

### Política y regulación
La Secretaría de Energía (SENER) está a cargo de la definición de las políticas energéticas del país dentro del marco definido por la Constitución. La Comisión Reguladora de Energía (CRE) es, desde 1995, la principal agencia reguladora de energía del sector eléctrico y de gas. Sin embargo, las atribuciones de la CRE son limitadas ya que la CFE (Comisión Federal de Electricidad) se encuentra fuera de su ámbito. 
El Centro Nacional de Control de la Energía (CENACE) es responsable de operar el Sistema Eléctrico Nacional (SEN), conformado por el Sistema Interconectado Nacional (SIN), que abarca una red interconectada desde Puerto Peñasco, Sonora, hasta Cozumel, Quintana Roo, el Sistema Interconectado Baja California (SIBC), que opera en Baja California Norte, el Sistema Interconectado Baja California Sur (SIBCS) y el Sistema Mulegé (SIMUL), que opera en el municipio de Mulegé y comunidades aledañas. El SIBC está conectado a la red del Western Electricity Coordinating Council estadounidense, mientras que SIBCS y SIMUL están totalmente aislados.
El CENACE opera el SEN planeando la generación en los distintos centros de generación, controlando la transmisión y distribución de la energía eléctrica, pronosticando demanda y carga futura, a través de ocho Gerencias de Control Regional y sus respectivas oficinas. 

### Generación
El sector de generación se abrió a la participación privada en 1992. Sin embargo, la Comisión Federal de Electricidad (CFE), empresa pública de servicios, todavía es el principal actor de este sector con dos tercios de capacidad instalada. Los productores independientes de energía (PIE) controlan 9,3 GW de la capacidad de generación del país, pero tienen que vender toda su producción a la CFE ya que no tienen permiso para vender directamente a los usuarios. Por lo tanto, existe un monopolio de comercialización controlado por la CFE.

### Transmisión y distribución
La CFE tiene el monopolio en transmisión y distribución de electricidad, excepto en la Ciudad de México y en algunas otras municipalidades donde otra empresa pública, Luz y Fuerza del Centro(extinta el 11 de octubre de 2009 por decreto presidencial) (LFC) controla el monopolio de las actividades de distribución.
La CFE opera la red nacional de transmisión, compuesta por 43.452 km de líneas de alto voltaje, 45.061 km de líneas de medio voltaje y 595.457 km de líneas de distribución de bajo voltaje, a través de uno de sus departamentos, el Centro Nacional de Control de la Energía (CENACE).

## Recursos de energía renovable
En 2021, México tenía, en electricidad renovable instalada, 12 671 MW en energía hidroeléctrica (19.º más grande del mundo), 7 692 MW en energía eólica (15.º más grande del mundo), 7 040 MW en energía solar (18.º más grande del mundo ), 853 MW en biomasa y 976 MW en energía geotérmica (6.º más grande del mundo).
Los dos principales organismos gubernamentales a cargo del desarrollo de recursos de energía renovable es la Secretaría de Medio Ambiente y Recursos Naturales (SEMARNAT) tiene la responsabilidad de fijar las políticas ambientales y de preservar los recursos renovables y no renovables, mientras que SENER define la política energética nacional. CONAE, la Comisión Nacional para el Ahorro de Energía, es responsable de promover el ahorro de energía y la eficiencia energética. Finalmente, SEDESOL, la Secretaría de Desarrollo Social, incluye la promoción y uso de energía renovable en algunos de sus proyectos.
En diciembre de 2005, una iniciativa legislativa para una LAFRE (Ley para el Aprovechamiento de las Fuentes Renovables de Energía) fue aprobada por la Cámara de Diputados. Esta ley establece como objetivo para 2012 la participación de un 8% de energías renovables en el total de generación eléctrica, sin incluir las grandes hidroeléctricas. La SENER estaría a cargo de la elaboración y ejecución del programa para la explotación de recursos de energía renovable. Finalmente, la ley estableció que al menos el 20% de los recursos del FIDTER (Fondo de Investigación y Desarrollo Tecnológico de las Energías Renovables) se utilizarían para evaluar el potencial de energía renovable en México. Para el año 2024 el Gobierno Mexicano tiene como meta que el 35% de la energía eléctrica consumida en el país provenga de fuentes renovables.

### Energía hidroeléctrica
Aproximadamente el 21% de la electricidad producida en México proviene de recursos hidroeléctricos. La mayor planta hidroeléctrica de México es la C.H. Manuel Moreno Torres en Chiapas, con 2,400 MW, Ésta es la número 32 de energía hidroeléctrica más productiva del mundo. La Presa El Cajón, con 750 MW, que se encuentra ubicada en Nayarit y que comenzó a funcionar en noviembre de 2006, es el último proyecto de gran envergadura finalizado.
En 2005 había 6 plantas minihidroeléctricas privadas que sumaban un total de 40 MW; y 139 MW en desarrollo entre otras 9 plantas nuevas. El país tiene un importante potencial minihidroeléctrico estimado en 3200 MW (en los estados de Chiapas, Veracruz, Puebla y Tabasco).
La SENER estima una inversión necesaria de 2.908 millones US$ en energía hidroeléctrica durante el período 2006-2015 para llevar adelante los planes de expansión eléctrica.

### Energía eólica
Parque Eólico La Venta y Guerrero Negro, que tienen una capacidad combinada de 86 MW. El potencial eólico en el estado de Oaxaca es de 33.200 MWe. Otros estados con potencial eólico son Zacatecas, Hidalgo y Baja California. La capacidad eólica instalada en México hasta 2013 es de 1400 MW.
Se calcula que la inversión pública en energía eólica para el período 2006-2015 será de 791 millones US$.

### Energía solar
El potencial en energía solar de México es uno de los más grandes del mundo. Se estima que el potencial solar bruto del país es de 5 kWh/m² diarios, que corresponde a 50 veces la generación eléctrica nacional. En 2005 había 328.000 m² de paneles de energía solar térmica instalados en México. Por otro lado, la energía solar fotovoltaica se ha desarrollado en México a un ritmo cada vez mayor en los últimos años, contando a finales de 2014 con más de 200 MW instalados. Sólo el proyecto "Aura Solar", situado en La Paz (Baja California Sur), genera 82 GWh al año, suficiente para abastecer el consumo de 164 000 habitantes (65% de la población de La Paz).

### Energía geotérmica
México tiene un gran potencial geotérmico debido a su intensa actividad tectónica y volcánica. Ocupa el sexto lugar en la escala mundial de producción de energía geotérmica. En 2006, la capacidad geotérmica instalada era de 980 MW y la producción total fue de 6,71 TWh. Existen cuatro campos geotérmicos actualmente en funcionamiento: Cerro Prieto, Los Azufres, Los Humeros y Las Tres Vírgenes. El potencial estimado es de 217 MW para los campos que producen activamente y de 1500 MW para los campos aún no desarrollados.

### Energía de la biomasa
México también cuenta con un gran potencial para producir energía a partir de biomasa. Se estima que, teniendo en cuenta los residuos agrícolas y forestales con potencial energético y los residuos sólidos urbanos de las diez principales ciudades, el país tiene una capacidad potencial de 803 MW y podría generar 4.507 MWh al año.

## Historia del sector eléctrico

### Antecedentes históricos

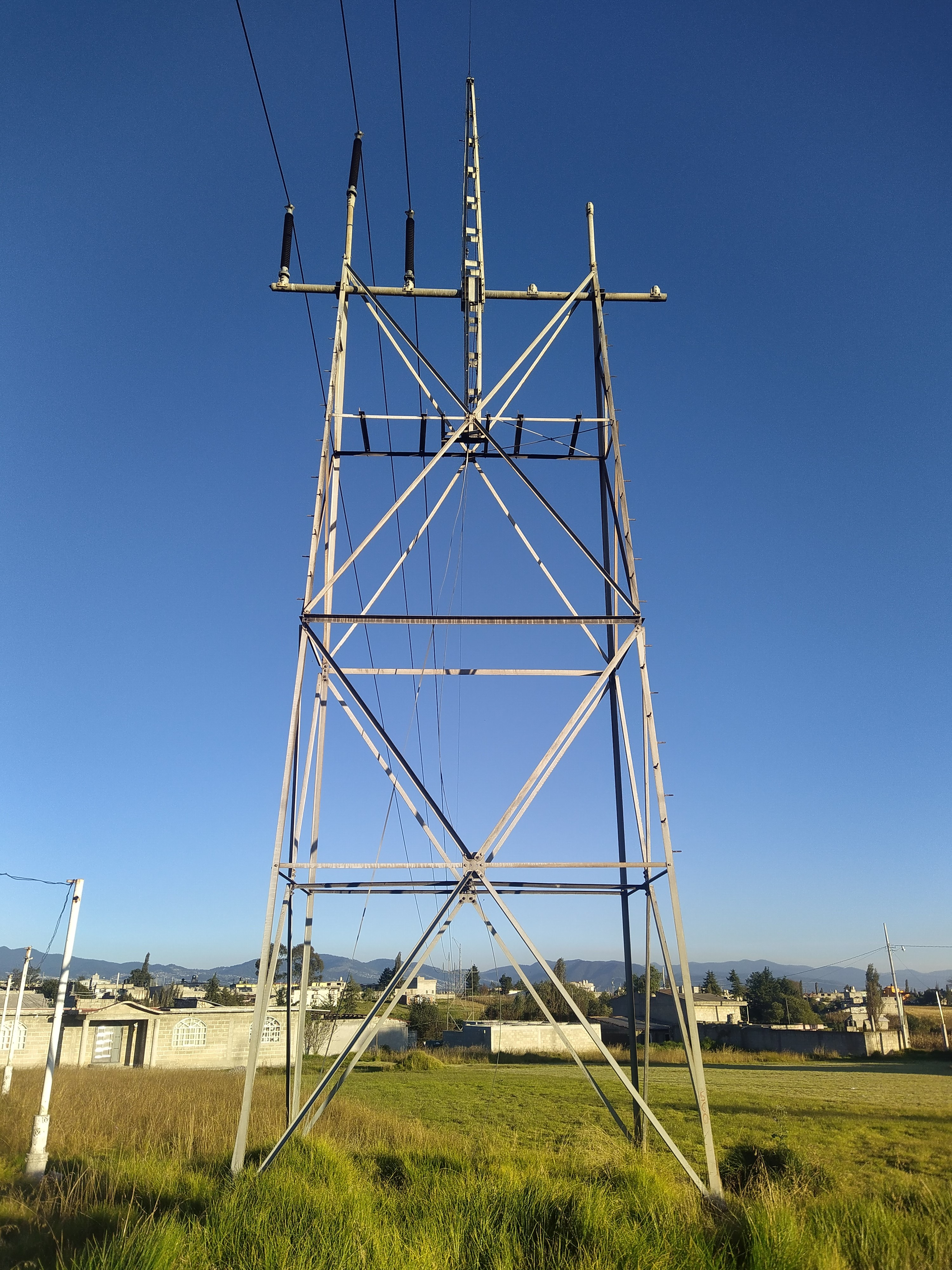
Torre de 1905 en Toluca

La primera línea eléctrica mexicana se construyó de Necaxa a la Ciudad de México y El Oro de Hidalgo en 1905, cuando se inauguró la central hidroeléctrica de Necaxa. Esta línea de 60 kV también fue la línea eléctrica más larga del mundo en 1905. A pesar de su antigüedad, partes de la línea eléctrica todavía están en servicio. Alrededor de 1930, el centro de México ya contaba con una red interconectada, que incluía hidroeléctricas en Guanajuato, Botello, Juandhó, Huasca de Ocampo, San Pedro Chichicasco y San Juan Portezuelo.
El sector eléctrico en México atravesó su primer proceso serio de reorganización durante los años 30. Se creó el Código Eléctrico Nacional y la Comisión Federal de Electricidad (CFE), una empresa pública recién creada y financiada por el estado, pasó a dominar toda la inversión en capacidad nueva. Más tarde, en 1960, una reforma constitucional nacionalizó la industria eléctrica y le otorgó formalmente al gobierno la “responsabilidad” exclusiva en la generación, transmisión, transformación y distribución de electricidad. Durante esa década, el gobierno también creó la Compañía de Luz y Fuerza del Centro (LFC) para suministrar electricidad a la Ciudad de México y a los estados vecinos. Durante los años 60 y 70, México alienó la inversión privada y decidió impedir que las fuerzas del mercado participaran en el sistema energético. Además, el aumento en los precios del petróleo durante los años 70 generó ingresos extraordinarios en un México rico en petróleo, lo que permitió al país mantener importantes subsidios para la generación de electricidad. A finales de los 80 y principios de los 90, el gobierno mexicano llevó a cabo reformas de mercado en varios sectores económicos, incluida la electricidad. En 1992, el presidente Carlos Salinas reformó la ley de electricidad, estableciendo que la producción privada de electricidad no era un servicio público. Esta modificación, que permitió la participación privada en la generación, fue, y todavía es, discutida por inconstitucional (en 2002, la Corte Suprema de México dictaminó que la ley de 1992 podría ser inconstitucional). La Comisión Reguladora de Energía (CRE) fue creada en 1993 como un organismo autónomo encargado de regular las industrias de gas natural y electricidad. Sin embargo, sus funciones sólo están relacionadas con los productores privados de energía (por ejemplo, concesión de permisos, arbitraje, estudios de tarifas) y no abarcan a la CFE ni a LFC. Hasta la fecha, las funciones de la CRE se han centrado principalmente en el sector de gas y no tanto en la electricidad.

### Desarrollos recientes
Los intentos del presidente Ernesto Zedillo a finales de los 90, del Partido Acción Nacional (PAN) en 2000 y, más recientemente, del expresidente Vicente Fox de llevar adelante una reforma integral del sector eléctrico en México han encontrado una fuerte resistencia política. En 1999, el presidente Zedillo envió un proyecto ambicioso al Congreso solicitando un cambio en la Constitución para permitir una desagregación del sector, que incluía la creación de empresas de distribución con contratos de concesión de tres años. También se venderían las plantas generadoras existentes, salvo las plantas nucleares e hidroeléctricas. En 2001, el presidente Fox firmó un decreto de reforma que hubiera permitido a los productores independientes de energía vender directamente a clientes industriales y también permitiría la venta de energía privada a la CFE con contratos a largo plazo sin licitación pública. Entre otros temas, el decreto también especificaba que la electricidad no es un servicio público de interés general sino un servicio comercial. Ambos intentos de reforma fracasaron, debido a la alegación de que la electricidad y, en forma más amplia, el sector eléctrico son estratégicos para la soberanía nacional. Según establece la Constitución, el sector eléctrico sigue siendo propiedad federal; y es la Comisión Federal de Electricidad (CFE) quien esencialmente controla todo el sector.
Entre las distintas propuestas de reforma institucional para el sector eléctrico, las principales son la creación de la Ley Fundamental de la CFE (Comisión Federal de Electricidad), la modificación del funcionamiento de esta empresa y la ampliación de las competencias de la CRE (Comisión Reguladora de Electricidad). También es importante la promoción de la producción privada independiente de energía y la discusión sobre la función del Pidiregas (véase Financiación más adelante) en la financiación de grandes proyectos.

## Tarifas, recuperación de costos y subsidios

### Tarifas
Durante la última década, las tarifas medias de electricidad en México se han mantenido por debajo del costo, con la finalidad de mantener la estabilidad macroeconómica y social. Para todas las tarifas, un grupo conformado por la CFE (Comisión Federal de Electricidad), LFC (Luz y Fuerza del Centro), SHCP (Secretaría de Hacienda y Crédito Público), SENER (Secretaría de Energía), CRE (Comisión Reguladora de Energía) y CNA (Comisión Nacional del Agua) se reúnen regularmente y una vez al año preparan una propuesta de tarifas para el año siguiente. Las tarifas las aprueba la SHCP y no el ente regulador del sector de energía.
En 2006, las tarifas medias para los diferentes sectores fueron:
- Residencial: 0,098 US$/kWh (inferior al promedio ponderado para ALyC: 0,115 US$/kWh)
- Comercial: 0,232 US$/kWh
- Servicios: 0,157 US$/kWh
- Agricultura: 0,044 US$/kWh
- Industrial: industria mediana 0,119 US$/kWh, industria grande 0,089 US$/kWh (principalmente en paralelo con el promedio ponderado para ALyC: 0,107 US$/kWh)

### Subsidios
Para los sectores industrial y comercial, el suministro eléctrico se cobra según un costo racional para grandes empresas. Por consiguiente, éstas no reciben subsidios del gobierno, mientras que los subsidios para empresas pequeñas son relativamente reducidos. Por otro lado, los clientes agrícolas y residenciales tradicionalmente han recibido grandes subsidios ya que la electricidad que consumen tiene un precio considerablemente bajo. Los amplios subsidios han contribuido a un rápido crecimiento de la demanda. En el año 2000, la tarifa residencial media cubría sólo el 43% de los costos, mientras que la tarifa media para uso agrícola cubría el 31%. El total de subsidios representó el 46% de las ventas totales de electricidad. Además, los subsidios residenciales fueron recibidos principalmente por clases con ingresos medios y altos ya que el monto del subsidio aumenta con el consumo.
En el año 2002, una reestructuración de las tarifas residenciales aumentó considerablemente las tarifas inframarginales que pagaban los consumidores medios y, especialmente, grandes de electricidad. Actualmente, los programas de facturación varían según la temperatura, estación o nivel de consumo. A pesar de esta reforma, la relación precio/costo seguía por debajo del 40% en 2002, inclusive después del aumento del 21% en el precio a raíz de la reforma. Además, el porcentaje de subsidios dirigidos a la población no pobre siguió siendo elevado, aproximadamente el 64%. Las tarifas agrícolas también se modificaron en 2003, cuando se estableció un precio fijo por kWh. Estas nuevas tarifas buscaban cargar precios más elevados por el uso en exceso de energía.
Las bajas tarifas, junto con las ineficiencias de LFC, absorben una gran cantidad de recursos fiscales (2002: 1% del PIB, 54% de los ingresos totales por electricidad y 165% de las inversiones totales en electricidad).

#### Programa de Hipotecas Verdes del Infonavit
Es un crédito Infonavit que cuenta con un monto adicional para permitir la compra o modernización de una vivienda con equipos que permitan ahorros en el consumo de energía. Estos equipos deben ser comprados con proveedores autorizados por el Infonavit.

## Inversión y financiación

### Inversión por subsector
La inversión necesaria para llevar adelante el plan de expansión 2006-2015 asciende a 609.000 millones MXN (57.000 millones US$). El desglose de la inversión es el siguiente: 39,7% para generación, 19,3% para transmisión, 23,6% para distribución, 16,2% para obras importantes de mantenimiento y 1,3% para otras necesidades.
Del total necesario, 36,3% corresponde a OPF (obras públicas financiadas), 8,8% a productores independientes de energía, 46,7% a obras presupuestadas y el restante 8,2% a esquemas financieros pendientes de definición. En términos generales, los recursos privados representan el 53% de la inversión total.

### Financiación

#### Pidiregas
En 1995-1996, el gobierno mexicano creó Pidiregas (Proyectos de Inversión Diferida en el Registro del Gasto) para financiar proyectos a largo plazo de infraestructura productiva. Debido a restricciones presupuestarias, el gobierno se dio cuenta de que no podía proporcionar todos los recursos necesarios y decidió complementar los esfuerzos del sector público con Pidiregas, un esquema diferido de financiación. Este mecanismo, que sólo se aplicaba a inversiones realizadas por PEMEX (Petróleos Mexicanos) y la CFE, tenía como objetivo crear las condiciones para la introducción de iniciativas privadas en la exploración de hidrocarburos y en la generación de electricidad. Pidiregas se ha ampliado y también ha crecido cuanto a montos (PEMEX los utiliza para montos cuatro veces mayores a los de CFE), aunque el motivo original de su existencia haya desaparecido.
Siguiendo un esquema de financiación de proyectos, para que un proyecto se pueda ejecutar de acuerdo con Pidiregas, los recursos que genera por la venta de bienes y servicios deben ser suficientes para cubrir las obligaciones financieras contraídas. Los proyectos se pagan con los ingresos generados durante su funcionamiento y necesitan la firma de un contrato en el cual se compromete un producto u obra. El Estado asume el riesgo ya que PEMEX o CFE firman el contrato como garante, mientras que los inversores recuperan sus inversiones en el plazo acordado. Por consiguiente, Pidiregas no puede ser considerado como una genuina inversión privada ya que, con la participación real del sector privado, las empresas tomarían decisiones de inversión y asumirían el riesgo total. La viabilidad del programa ha sido cuestionada ya que su efecto en el presupuesto público es similar a la emisión de deuda pública. Además, hasta 2006, el esquema Pidiregas generó perdidas.

#### Extensión de la red
Desde 1995, los estados y las municipalidades tienen la responsabilidad de la planificación y financiación de la extensión de la red y del suministro fuera de ella. Una gran parte de la inversión se financia a través del FAIS (Fondo de aportaciones para la Infraestructura Social). La Comisión Nacional para el Desarrollo de los Pueblos Indígenas y SEDESOL (Secretaría de Desarrollo Social) también financian un porcentaje importante de la extensión de la red. Una vez que se construye un sistema determinado, sus activos y la responsabilidad operativa y financiera se trasladan a la CFE.

## Resumen de la participación privada en el sector eléctrico
| Actividad    | Participación privada (%)     |
| ------------ | ----------------------------- |
| Generación   | 25% de la capacidad instalada |
| Transmisión  | 0%                            |
| Distribución | 0%                            |

Desde 2006 y hasta 2016 se fue incrementando la participación de los privados en la generación eléctrica, derivado la Reforma Energética de  2013 y la entrada en vigor del Mercado Eléctrico Mayorista (MEM) en 2016. No obstante a partir de 2018, se observa una disminución de la participación de los privados a raíz de la suspensión de las subastas en el MEM y la revisión de contratos para la compra de energía.

## Electricidad y medio ambiente

### Responsable de medio ambiente
La Secretaría de Medio Ambiente y Recursos Naturales (SEMARNAT), creada en el año 2000 a partir de la anterior SEMARNAP (Secretaría de Medio Ambiente, Recursos Naturales y Pesca) tiene la responsabilidad sobre el medio ambiente en México.
La SEMARNAT fue una de las agencias gubernamentales dentro de la Comisión Intersectorial para el Cambio Climático que elaboró la Estrategia de cambio climático de México.

### Emisiones de gases de efecto invernadero
Las emisiones de GEI del sector eléctrico en 2004 fueron de 114 Tm de CO2, que representó el 31% del total de emisiones por la combustión de combustible fósil. Los pronósticos para el año 2014 estiman que las emisiones por generación de electricidad se incrementarán hasta 160 Tm de CO2, 32% del total.

### Proyectos MDL en electricidad
Actualmente (julio de 2007), en México existen 32 proyectos MDL registrados relacionados con la energía. En la siguiente tabla se resumen los proyectos y las reducciones de emisión relacionadas.
| Tipo de proyecto                                    | Cantidad | CO2/año)  |
| --------------------------------------------------- | -------- | --------- |
| Energía hidroeléctrica                              | 2        | 86.254    |
| Cogeneración                                        | 1        | 3.619     |
| Recuperación de metano y producción de electricidad | 25       | 421.533   |
| Energía eólica                                      | 4        | 1.393.341 |

Fuente: UNFCCC

## Asistencia externa

### Banco Mundial
Actualmente, el Banco Mundial está aportando fondos y asistencia a través de varios proyectos relacionados con el sector energético en México.
- Un Proyecto de electrificación rural con una subvención de 15 millones US$ de GEF y un préstamo de 15 millones US$ del Banco Mundial actualmente para los gasoductos. Este proyecto de 110 millones US$ se centra en el diseño e implantación de modelos energéticos sostenibles para zonas sin acceso a la red eléctrica. El proyecto incluye 50.000 hogares en Oaxaca, Guerrero y Veracruz.[32]

- En octubre de 2006, se aprobaron fondos FMAM (Fondo Mundial para el Medio Ambiente - GEF en inglés) para el proyecto de 49,35 millones US$. Planta híbrida solar térmica Agua Prieta Este proyecto, ubicado en el estado de Sonora al norte del país, contribuirá a reducir las emisiones de GEI a través de la instalación de un Sistema Solar y de Ciclo Combinado Integrado (ISCCS, por sus siglas en inglés) con tecnología solar parabólica.

- En junio de 2006 se aprobó un Proyecto de Energías Renovables a Gran Escala (PERGE). Este proyecto en dos fases recibirá una subvención del FMAM de 25,35 millones US$, mientras que los 125 millones US$ restantes serán financiados por fuentes privadas. El proyecto trata de ayudar a México a desarrollar la experiencia inicial en aplicaciones de energía renovable de base comercial conectadas a la red. Esto se realizará ayudando en la construcción de un parque eólico de productores independientes de energía (PIE) de 101 megavatios, denominado "La Venta III".

- El Fondo Prototipo de Carbono aprobó en diciembre de 2006 un préstamo de financiación de 12,29 millones US$ para un proyecto Wind Umbrella.

- En octubre de 2002 se aprobó una subvención del FMAM de 5,8 millones US$ para la introducción de medidas a favor del clima en el transporte. El proyecto, con un presupuesto total de 12,2 millones US$, contribuirá al establecimiento de políticas que ayudarán en la transición a largo plazo hacia un sistema de transporte para el Área Metropolitana de la Ciudad de México (AMCM) que respete el clima, que sea más eficaz y menos contaminante y que produzca menos carbono.

### BID
Actualmente se encuentran en implantación dos proyectos energéticos financiados por el BID en México.
- En mayo de 2007, se aprobaron 200.000 US$ para financiar un proyecto cuyo objetivo es proporcionar Apoyo a CFE sobre Aspectos Ambientales y Sociales de Proyectos Hidroeléctricos. Este proyecto de 1.168.000 US$ tiene como objetivo evaluar el rendimiento y la capacidad de gestión de la CFE para manejar los impactos sociales y sobre el medio ambiente de grandes proyectos hidroeléctrico.

- En agosto de 2005 se aprobó la financiación de Apoyo a Secretaría de Energía sobre Factibilidad de Bio-Etanol como Combustible. Los 146.000 US$ procedentes del BID están complementados con 30.000 US$ aportados por el país. El objetivo general del proyecto es evaluar la competitividad del etanol como combustible.